# Chimangokarakara
Der Chimangokarakara (Phalcoboenus chimango, Syn.: Milvago chimango) ist ein Vertreter aus der Tribus der Geierfalken (Polyborini) innerhalb der  Falkenartigen (Falconidae). Der knapp krähengroße, als Nahrungsgeneralist lebende Vogel kommt in zwei Unterarten im zentralen und südlichen Südamerika vor. Die Art ist vor allem in den südlicheren Bereichen ihres Verbreitungsgebietes relativ häufig und gilt nach Einschätzung der IUCN als ungefährdet.

## Merkmale
Der Chimangokarakara ist ein schlanker, relativ kleiner, im Gegensatz zu anderen Vertretern der Karakaras eher kurzbeiniger Vogel von fast einheitlich brauner Körperfärbung. Auffallende Gefiedermerkmale fehlen. Die Oberseite ist etwas dunkler als die zumeist zimtbraune Unterseite. Die Enden der Arm- und Handschwingen sind dunkelschwarzbraun, die Basen der Handschwingen weißlich, wodurch – individuell sehr unterschiedlich – ein recht deutlicher gräulich-weißer Flügelfleck sichtbar werden kann. Die Steuerfedern sind sehr fein und undeutlich gebändert, wobei zur zweibogig gerundeten, weißen Schwanzspitze hin diese Bänderung bogenförmig geschwungen ist. Ein dunkelbraunes, recht breites Subterminalband ist aus der Nähe erkennbar. Der hochrückige Schnabel ist sehr hell, fast weißlich, die Läufe sind grauweiß bis grünlich, die Zehen können einen bläulichen Schimmer aufweisen; die Krallen sind dunkel. Hinter dem Auge verläuft ein unauffälliger, dunkler Streif zum Nacken, wodurch der Scheitel etwas abgesetzt, toupiert, wirkt.

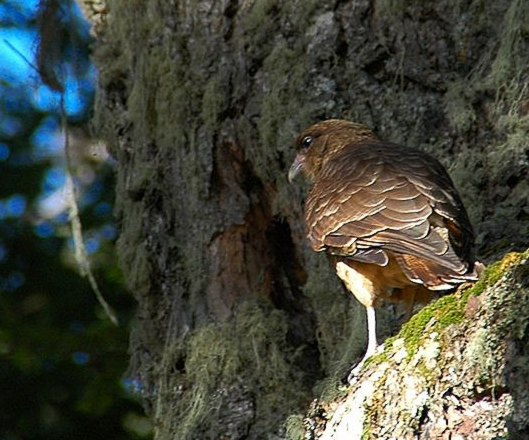
Chimangokarakara der vor allem in Patagonien und auf Feuerland verbreiteten Unterart M. chimango temucoensis

Weibliche Chimangokarakaras erreichen eine Körperlänge von 43 Zentimetern und eine Spannweite von annähernd einem Meter. Das Gewichtsmittel der Weibchen liegt bei etwa 300 Gramm.  Männchen sind durchschnittlich geringfügig kleiner und leichter; Färbungsunterschiede bestehen nicht. Auch das Jugendgefieder unterscheidet sich nur unerheblich vom Erwachsenenkleid, ist jedoch meist etwas heller, eher rötlichbraun mit oft deutlich helleren Federrändern; gelegentlich weisen einzelne Gefiederpartien auch weiße Strichelungen oder Flecken auf.

### Stimme
Chimangokarakaras sind akustisch recht auffällig, vor allem vor und während der Brutzeit und bei Futter- und Nestplatzstreitigkeiten. Der am häufigsten zu hörende Ruf ist ein lautes, kreischendes Kiiiii-ih, das meist einzeln geäußert wird, manchmal aber auch gereiht zu hören ist. Dieser Hauptruf wird situationsabhängig in ein gereihtes Kieh…kieh…kieh oder ein deutlich zweisilbiges, oft mit zurückgelegtem Kopf ausgestoßenes Ki-ie…ki-ie…ki-ie abgewandelt.

## Verbreitung und Lebensraum

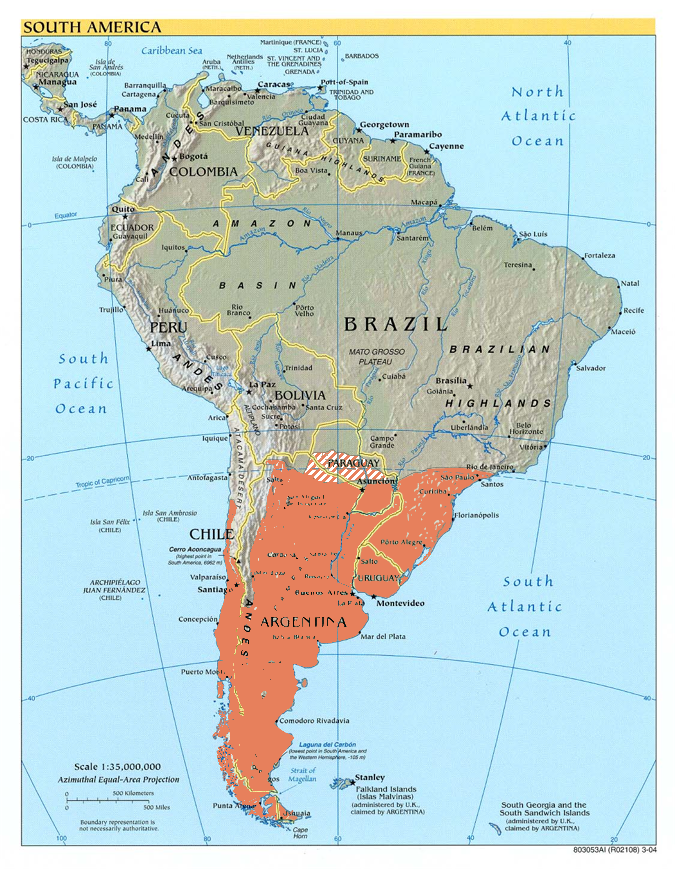
Verbreitungsgebiet des Chimangokarakaras.
schraffiert: Nichtbrüter – vornehmlich Zugvögel aus dem südlichen Patagonien

Das Verbreitungsgebiet des Chimangokarakaras liegt vor allem im südlichen Teil Südamerikas, südwärts bis Feuerland. Nordwärts kommt die Art in Chile bis in die Región de Tarapacá vor, ist dort aber ein sehr seltener Brutvogel. Ebenfalls selten und lückenhaft brütet die Art im südöstlichen Bolivien sowie im brasilianischen Bundesstaat Rio Grande do Sul. Im nördlichen und zentralen Paraguay ist der Chimangokarakara ein zwar verbreiteter, aber nicht allzu häufiger Brutvogel. In den weiter südlich gelegenen Verbreitungsgebieten, vor allem in den zentralen Regionen Chiles und Argentiniens, kommen Chimangos in großen Bestandsdichten vor; dort und in den nördlichen Teilen Patagoniens sind sie mit Abstand die verbreitetsten Vertreter der Falkenartigen. Die auf der Osterinsel gegen Ende des 19. Jahrhunderts eingeführten Chimangokarakaras haben sich dort etabliert und alle geeigneten Lebensräume besiedelt.
Optimalhabitate des Chimangokarakara sind offene, nur spärlich mit Bäumen und Büschen bestandene Graslandschaften, oft in der Nähe von Gewässern, oder temporär feuchte, sumpfige Gebiete. Insgesamt ist die Art jedoch äußerst anpassungsfähig und kommt im Kulturland ebenso vor wie in den kargen Vegetationszonen der patagonischen Steppe. In Zentralchile und dem östlichen, zentralen Argentinien hat sich der Chimangokarakara zu einem ausgesprochenen Kulturfolger entwickelt, der in den Rinderweide- und den Getreideanbaugebieten sehr hohe Siedlungsdichten erreicht. Chimangos brüten auch in Vorstadtbereichen, in größeren Parks und immer häufiger auch in den Zentren der Großstädte.
Die Brutvorkommen des Chimangokarakaras erstrecken sich von den Küstenregionen bis in montane Gebiete von annähernd 3000 Metern. Umherschweifende Individuen wurden auch in wesentlich höheren Regionen beobachtet.

### Wanderungen
In den Schwerpunktbereichen ihres Verbreitungsgebietes sind Chimangokarakaras weitgehend sesshaft, führen außerbrutzeitlich jedoch, regionalen Nahrungsangeboten folgend, ein nomadisches Leben. Während des antarktischen Winters verlassen die meisten Brutvögel Südpatagoniens ihre Brutgebiete und ziehen nordwärts; ihre Zugwege und Überwinterungsgebiete sind jedoch nicht bekannt. Regelmäßig werden Chimangokarakaras auf den Falklandinseln nachgewiesen.

## Nahrung und Nahrungserwerb

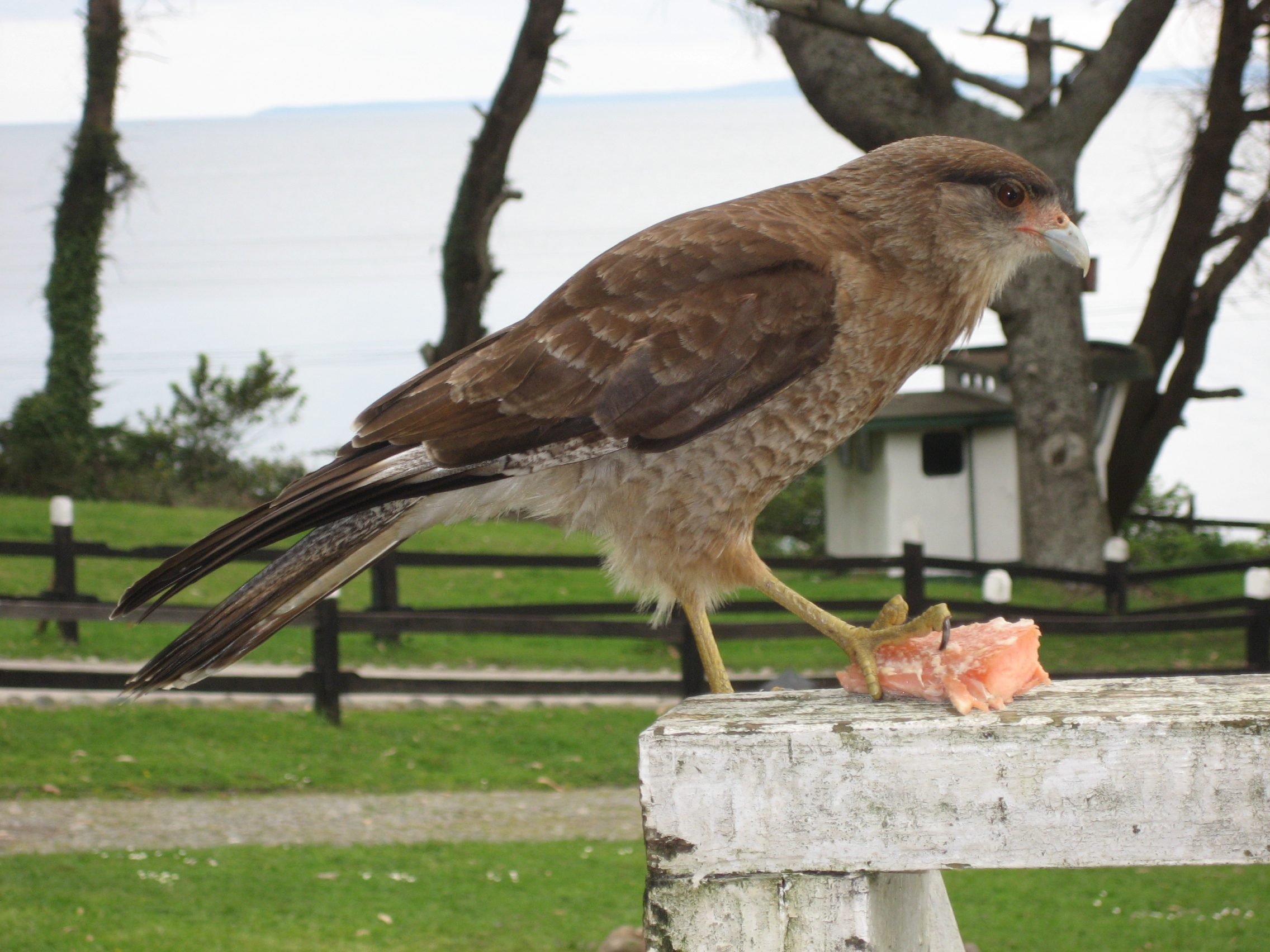
Chimangokarakara mit Beute

Insekten wie Käfer, Käferlarven, Schmetterlinge und deren Larven sowie Fliegen, Grillen, Zikaden sowie andere Wirbellose wie Spinnen, Zecken oder Regenwürmer können mehr als 80 Prozent der Gesamtnahrungsmenge ausmachen. Generell sind die Vögel jedoch äußerst flexible Nahrungsgeneralisten, die sich von der am leichtesten zu erreichenden Nahrung ernähren. Aas, auch das großer Tiere, Fisch- und Molluskenkadaver, Vogeleier und Nestlinge, aber auch menschlicher Abfall, sogar verwertbare Reste in Pferde- und Rinderdung werden aufgenommen. Lebende Beutetiere, wie kleine Nagetiere, Singvögel oder Eidechsen, werden zwar regelmäßig erbeutet, spielen quantitativ aber eine untergeordnete Rolle. Kleptoparasitismus ist häufig, wobei offenbar verschiedenen Arten von Austernfischern besonders oft die Beute abgejagt wird. Chimangokarakaras können in Brutkolonien verschiedener Wasservögel zu bedeutenden, durchaus bestandslimitierenden Nesträubern werden. Häufig werden einzelne Karakaras in der Nähe von Greifvögeln, insbesondere des Rotrückenbussards angetroffen, dessen Beutereste sie verwerten.
Der Chimangokarakara jagt meist aus einem niedrigen, langsamen, weihenartigen Suchflug heraus. So patrouilliert er über weite Strecken, oft entlang stark frequentierter Straßen oder entlang der Küstensäume. Bei günstig erscheinenden Gegebenheiten lässt er sich nieder und sucht schreitend das Terrain ab. Häufig jagen Chimangokarakaras im Verband, große Gruppen können frisch gepflügte Felder nach Insekten oder Regenwürmern absuchen oder nutzen das große Insektenangebot in der Nähe von Rinder- oder Pferdeherden. Seltener als Gelbkopfkarakaras landen Chimangokarakaras aber direkt auf diesen Weidetieren und suchen sie nach Zecken und anderen Parasiten ab. Auch in der Umgebung von fischverarbeitenden Betrieben sowie auf Mülldeponien können sich viele Chimangos versammeln.

## Brutbiologie
Über den Eintritt der Geschlechtsreife liegen keine Angaben vor, auch Art und Dauer der Partnerbeziehungen sind nicht dokumentiert. Chimangokarakaras brüten einzeln oder in Kolonien mit bis zu 75 Paaren. Der Nestabstand in den Kolonien kann unter fünf Meter betragen. Außer Schauflügen über dem Neststandort und Rufreihen mit zurückgelegtem Kopf sind keine Balzelemente bekannt.
Im Gegensatz zu anderen Vertretern der Falconidae bauen Karakaras Nester. Diese können solide Konstruktionen mit einem Durchmesser von etwa 40 Zentimetern sein; oft sind es aber nur recht lose aus Zweigen und Halmen zusammengefügte Gebilde. Die Neststandorte sind variabel, bevorzugt werden solche entlang von Flüssen oder anderen Gewässern; häufig befinden sich die Nester in geringen Höhen unter 5 Metern, oft in Bodennähe oder direkt auf dem Boden. Die Hauptlegezeit liegt zwischen Mitte Oktober und Mitte November. Die Gelege bestehen aus zwei bis drei Eiern; Gelege mit nur einem und mit bis zu fünf Eiern kommen vor. Die Eier werden etwa 27 Tage bebrütet, die Nestlingszeit beträgt bis zu 34 Tage.

## Systematik
Die neun Arten der Karakaras werden meist in der Unterfamilie der Geierfalken (Polyborinae) innerhalb der Falkenartigen (Falconidae) zusammengefasst, gelegentlich aber auch als eigene Familie (Daptriidae) betrachtet. Das Verbreitungsgebiet der Karakaras liegt in Süd- und Mittelamerika, nur der Schopfkarakara brütet auch in Mexiko und in den südlichen Vereinigten Staaten. Der Chimangokarakara wurde bis 2012 gemeinsam mit dem Gelbkopfkarakara in die Gattung Milvago gestellt. J. Fuchs et al. stellten 2012 fest, dass Milvago nicht monophyletisch ist, und der Chimangokarakara nicht mit dem Gelbkopfkarakara, sondern mit den Karakaras aus der Gattung Phalcoboenus nahe verwandt ist.
Es werden zwei Unterarten beschrieben: die nördliche Nominatform mit weitgehend kontrastarmer, stumpf brauner Gefiederfärbung, und die südliche, etwas kontrastreicher gefärbte, mehr graubraune Unterart P. chimango temucoensis (W. L. Sclater, 1918).

## Bestand
In weiten Teilen seines Verbreitungsgebietes ist der Chimangokarakara ein verbreiteter, regional ein äußerst häufiger Brutvogel. Nur Schwarzmilane erreichen in einigen ihrer Verbreitungsgebiete wahrscheinlich noch höhere Bestandsdichten. Die Bestände der Art sind nicht gefährdet.

## Anpassungsfähigkeit
Versuchsreihen, die kürzlich in Argentinien durchgeführt wurden, bestätigten die große Anpassungsfähigkeit und hohe Problemlösungspotenz dieser Vogelart. Chimangokarakaras gewöhnten sich äußerst schnell an die geänderten Lebensbedingungen in Gefangenschaft und waren sehr schnell in der Lage, Fleischstückchen, die nur durch Öffnen bestimmter Vorrichtungen und Klappen innerhalb einer Plexiglasbox zu erlangen waren, auf kürzestem Wege zu erreichen.

## Etymologie und Forschungsgeschichte
Die Erstbeschreibung des Chimangokarakara erfolgte 1816 durch Louis Pierre Vieillot unter dem wissenschaftlichen Namen Polyborus chimango. Zum Verbreitungsgebiet des Typusexemplar nannte Paraguay und den Río de la Plata. Bereits 1837 führte Alcide Dessalines d’Orbigny die Gattung Phalcoboenus für Phalcoboenus einem Synonym für den Bergkarakara (Phalcoboenus megalopterus (Meyen, 1834)) ein. Dieser Begriff leitet sich von dem altgriechischen Wort φαλκων, φαλκωνος phalkōn, phalkōnos für „Falke“ und βαινω bainō für „gehen“ ab. Der Artname »chimango« beschreibt im argentinischen Raum den Laut dieser Karakaras. »Temucoensis« bezieht sich auf Temuco, dem Ort in dessen Umgebung das Typusexemplar gesammelt wurde. Laut Alfred Laubmann ist der Chimangokarakara in Paraguay recht selten und fast alle Quellen führen auf Félix de Azara zurück. Nur Charles Chubb verwies laut Laubmann auf einen Balg aus Ybytimí.